# Progetto di un romanzo
Progetto di un romanzo, il cui titolo originale è Plan of a Novel, according to Hints from Various Quarters, è una breve opera satirica di Jane Austen, scritta probabilmente nel maggio 1816. Il testo è stato pubblicato in forma completa per la prima volta da R. W. Chapman nel 1926, sebbene alcuni estratti fossero già apparsi nel 1871. In questo testo, Austen presenta i suoi obiettivi e le sue tecniche in qualità di scrittrice.

## Contesto
Nel 1815, Austen incontrò il Reverendo James Stanier Clarke a Londra. L'uomo aveva varie idee per la produzione letteraria di Austen, incluso un romanzo basato su un ecclesiastico con un punto d'appoggio nella vita urbana, così come le ambientazioni rurali di provincia che aveva usato finora per i religiosi nei suoi romanzi. Nell'ottobre 1815, Austen si trovava con il fratello a Londra per negoziare la pubblicazione di Emma, che fu poi dedicata al principe reggente grazie all'intervento dello stesso Clarke, che era il bibliotecario del principe. Tra i suggerimenti di Clarke c'era un romanzo storico sulla Casa di Coburg: Austen si rifiutò, limitando le sue aree di competenza in quanto autrice. Fu lo stesso Clarke a raccomandare ad Austen di dedicare Emma al principe reggente. Lei accettò il consiglio, pur disapprovando il comportamento del principe nei confronti di sua moglie.

## Contenuto e satira nell'opera
L'intento del testo era quello di fissare le componenti essenziali del tipico romanzo Austeniano. Austen mirava a spiegare a Clarke quali fossero le sue aree di competenza. Il testo è stato influenzato anche da alcuni membri della cerchia di amici e parenti di Austen, con opinioni sul tema del corteggiamento, e i nomi sono registrati ai margini del manoscritto; inclusi William Gifford, il suo editore, e Fanny Knight, sua nipote.
Il testo divenne in realtà una sorta di scherzo, un gioco per la famiglia Austen. Alcuni degli aspetti presentati sono una parodia di opere contemporanee di autori come Sophie Cottin, Fanny Burney, Anna Maria Porter e Mary Brunton. La satira del testo è stata analizzata dal nipote di Austen, James Edward Austen-Leigh, nella sua biografia A Memoir of Jane Austen del 1869.

## Edizioni
- Irene Collins, Jane Austen and the Clergy, Hambledon Press, 2002, ISBN 1-85285-114-7.